# Mititei

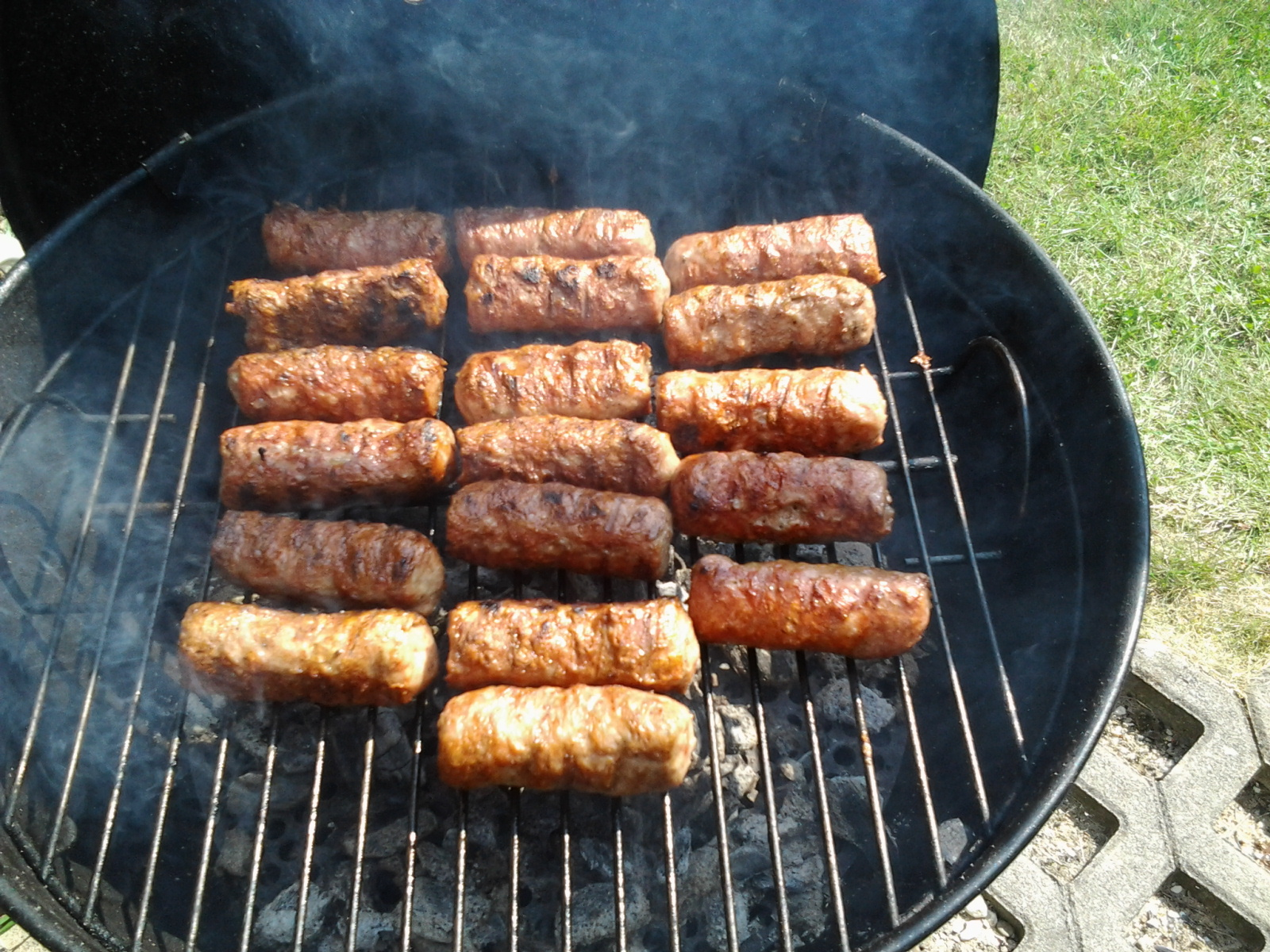
Mititei auf dem Kohlegrill

Mititei (mitiˈtej) oder auch Mici (mit͡ʃʲ, „die Kleinen“) sind ein landesweites Nationalgericht in Rumänien. Es handelt sich um gegrillte Hackfleischröllchen. Die Mititei wurden im Bukarester Restaurant „Caru(l) cu bere“ kreiert und erstmals 1902 angeboten.

## Geschichte
Die Mititei sollen im Restaurant Hanul La Iordachi in Bukarest im 19. Jahrhundert erfunden worden sein, nachdem die Wurstdärme ausgegangen waren. Nachweislich wurden sie im Bukarester Restaurant Caru' cu bere erstmals 1902 angeboten. Damals wurde auch festgelegt, dass ein Kilogramm Hackfleisch mindestens drei Gramm Natriumbikarbonat enthalten sollte.

## Zubereitung

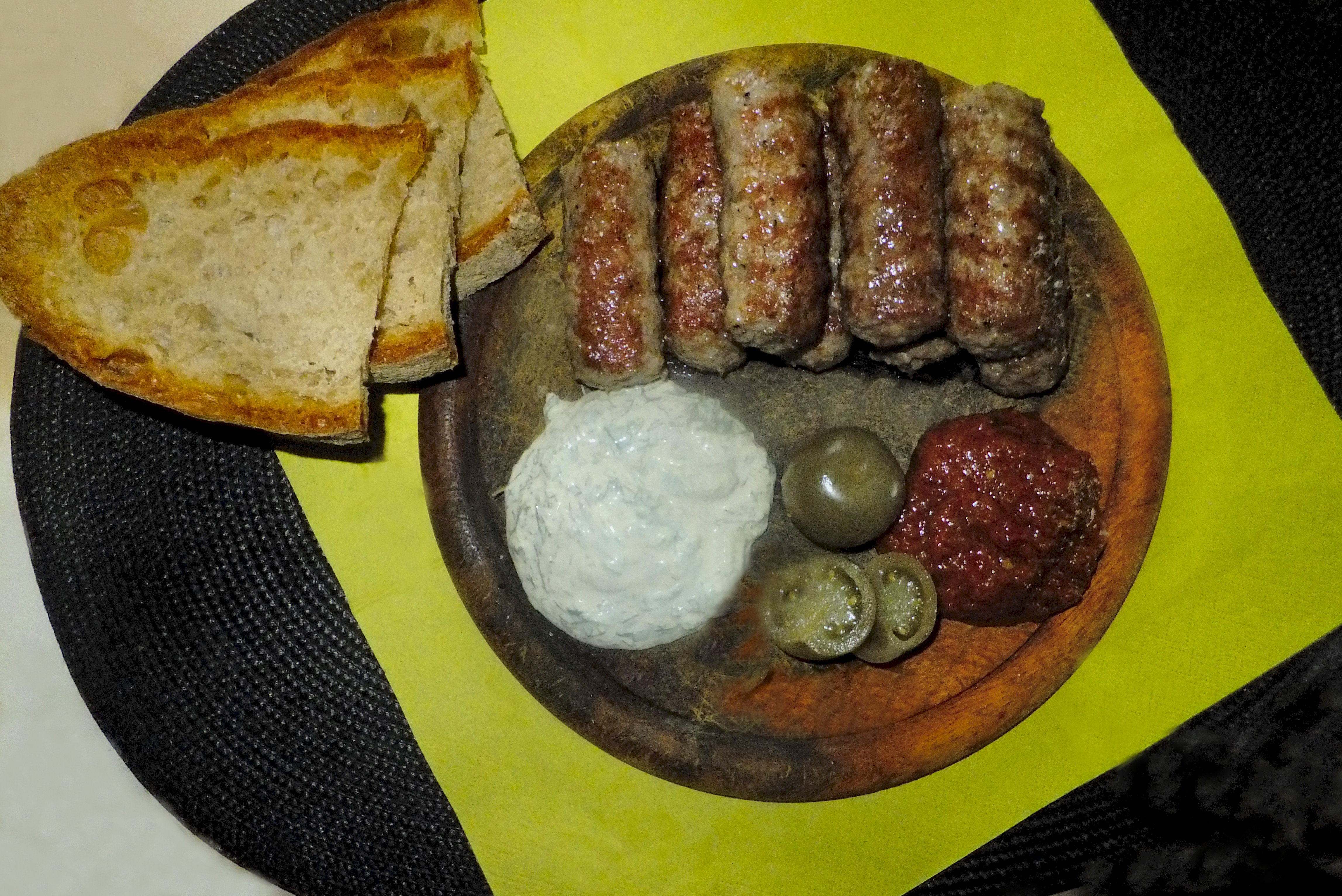
Mici mit Lammfleisch

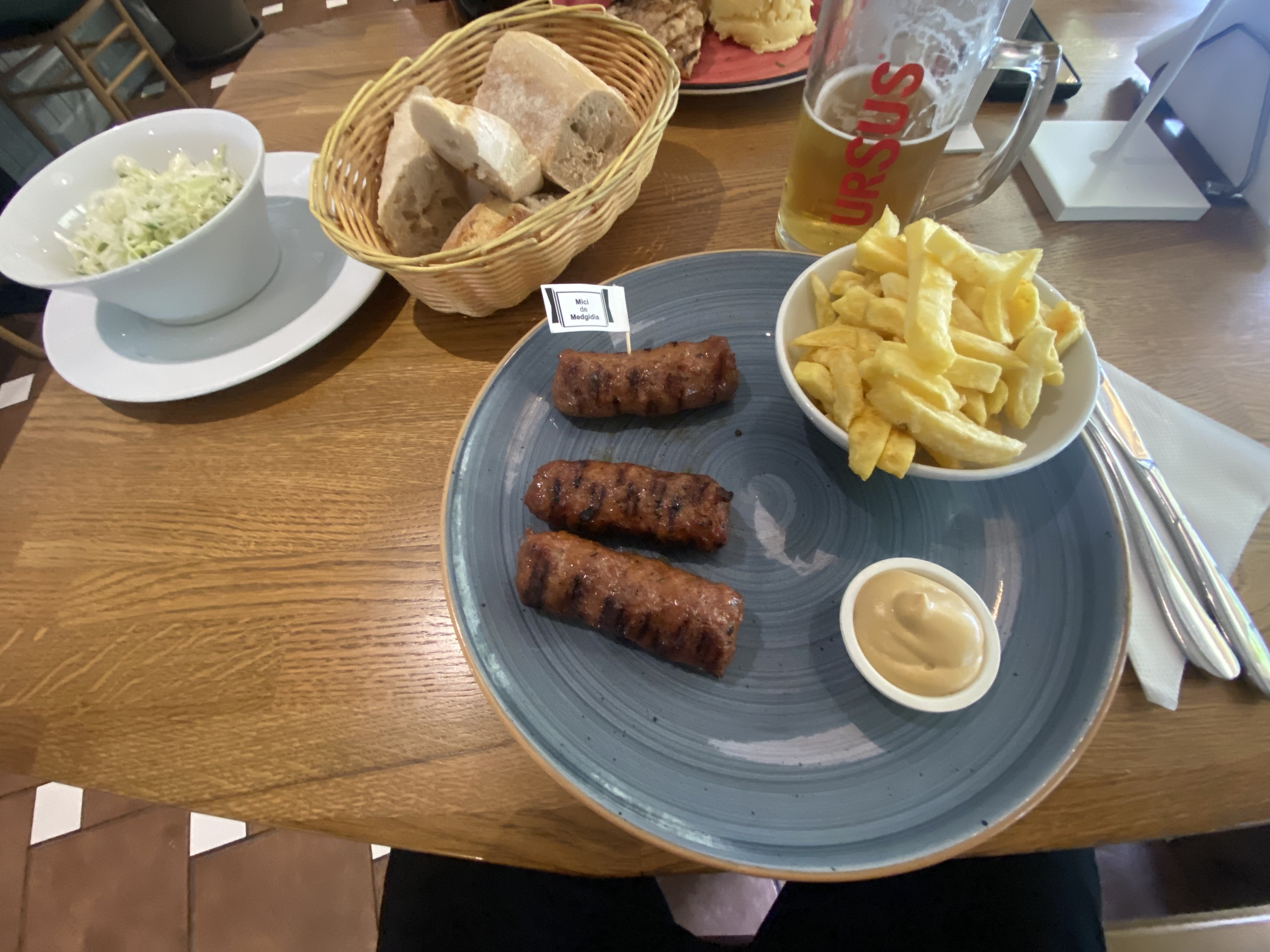
Beilagen zu Mici

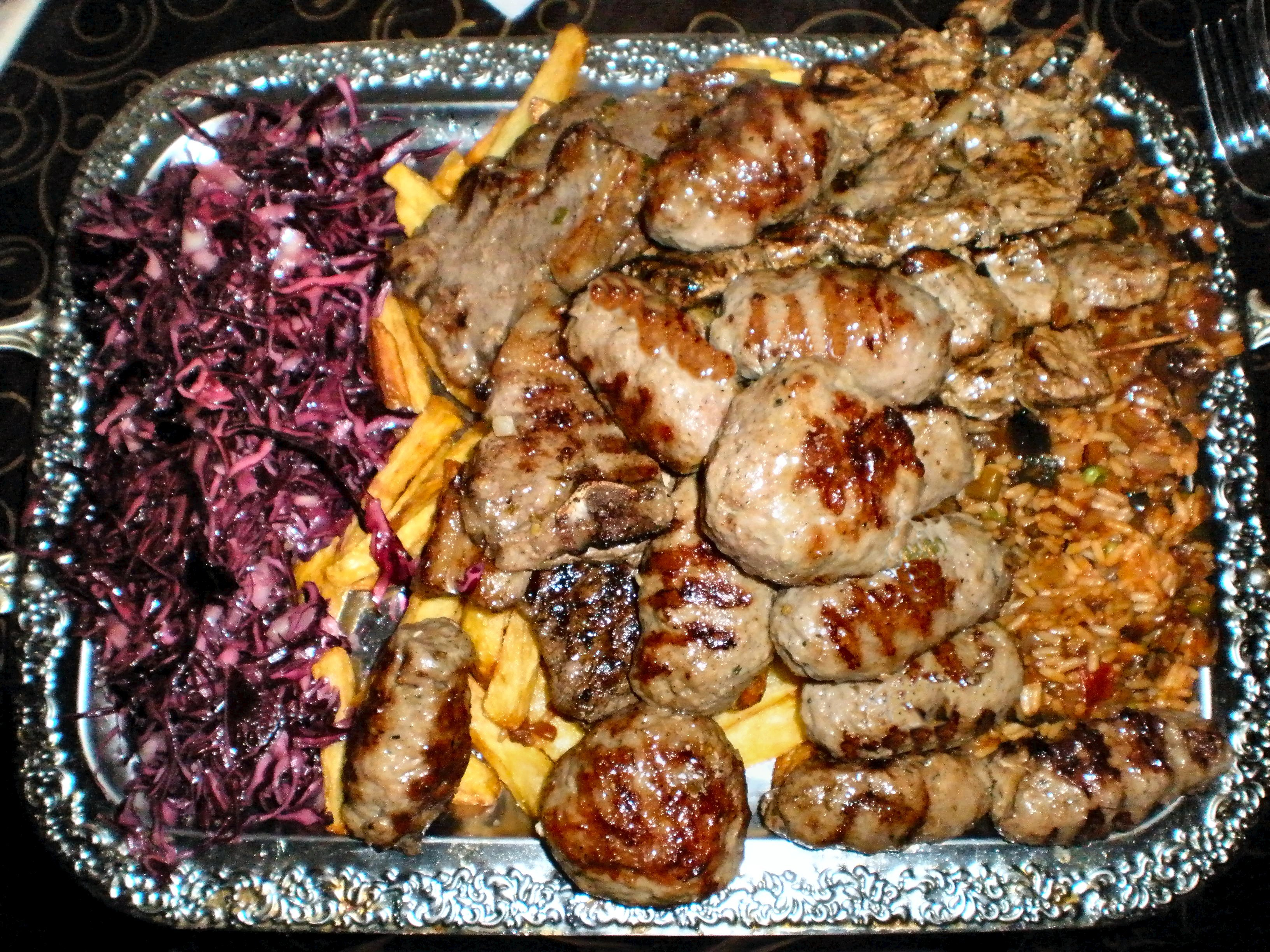
Rumänischer Mixed-Grill mit Mici und Beilagen

Dieses Mititei-Rezept unterscheidet sich deutlich von den ähnlich aussehenden balkanesischen Spezialitäten dieses Genres. In den verschiedenen Regionen Rumäniens kommt es auch immer wieder zu Variationen in der Zubereitung. Viele Haushalte haben ihr eigenes Mititei-Rezept. Das nachfolgende Rezept basiert auf der klassischen Zubereitungsart, angelehnt an eine Rezeptvergabe oben genannten Restaurants im Jahr 1920.
Zutaten: Rindfleisch, möglichst fett, vom Nacken, durch den Fleischwolf gelassen oder gemischtes Hackfleisch, mit Lamm oder/und Schwein, heiße Fleischbrühe, reichlich Mujdei oder fein gehackter Knoblauch, etwas Mineralwasser, Öl, Salz, schwarzer Pfeffer, Natron, Zitronensaft, Bohnenkraut, Piment, Koriandergrün, gemahlener Kreuzkümmel, eine Spur Anis und Zimt.
Die Mujdei werden mit der Brühe gut gemischt. Der Knoblauch kann auch gepresst werden und anschließend mit Salz und Suppe gut gerieben und gemischt werden. Das Natron wird auf das Fleisch gestreut und mit einigen Spritzern Mineralwasser und Zitronensaft gelöscht. Das Fleisch wird anschließend mit allen Zutaten solange geknetet, bis das Gemisch homogen und kompakt ist. Die Flüssigkeit dabei einarbeiten. (In einer Maschine mit Knethaken deutlich kürzer!) Abgedeckt in den Kühlschrank stellen. Am nächsten Tag den Teig nochmals durchkneten. Oder: Es werden Röllchen geformt, mit Öl bestrichen und mindestens 12 Stunden gekühlt. Anschließend kurz grillen, so dass sie außen eine Kruste bekommen und innen saftig bleiben. Stets die soeben gegrillte Seite mit Salzwasser, Mujdeisaft oder Brühe bepinseln.
Wenn das Fleisch zu mager ist, etwas ausgelassenes Rinder- oder Lammfett bzw. Sahne daruntermischen.

## Beilagen
Klassische Beilagen zu den Mititei sind Senf, Weißbrot oder Pommes. Je nach Geschmack werden auch salzig eingelegte grüne Tomaten (rumänisch gogonele), Tomatenpaprika und Salzgurken als auch fein gehackte Zwiebeln, Telemea, Oliven und eine mit Chilis geschärfte Zacuscă serviert. Regional wird auch ein Salat mit Rotkraut sowie mit Bohnen serviert.

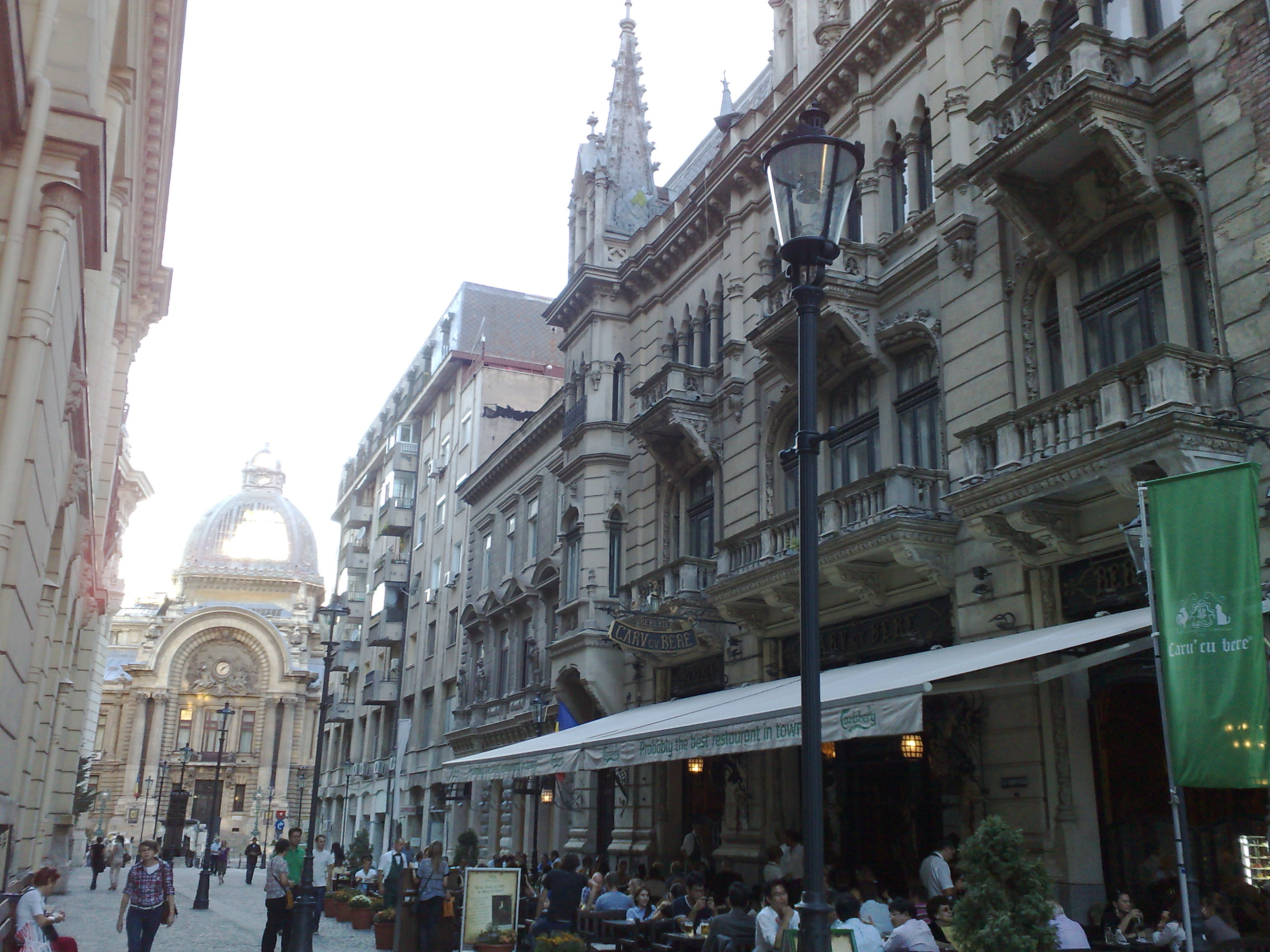
Restaurant Caru' cu bere

## Wirtschaftliches
In Rumänien wurden 2012 rund 22.000 Tonnen Mititei verzehrt. Der jährliche Umsatz mit industriell hergestellten Mici beläuft sich auf 50 Millionen Euro.  Im Sommer 2013 sorgte ein potentielles Verbot durch die Verordnung (EG) Nr. 1333/2008 für heftige Diskussionen und Proteste in Rumänien.
Hintergrund war, dass neben den üblichen Gewürzen auch Speisesoda (Natriumhydrogencarbonat) zum Grundrezept der 1902 in Bukarest erfundenen Spezialität gehört. Diese Zutat wurde jedoch durch eine EU-Verordnung, die zum 1. Juni 2013 in Kraft trat, als Fleischzartmacher sowie als Konservierungsmittel und Antioxidationsmittel verboten.
Im Jahr 2013 leitete die Regierung Ponta bei der Europäischen Kommission einen Antrag vom rumänischen Verband der Fleischerzeugung weiter, in dem beantragt wurde, diese Rezeptur in die Liste der traditionellen Rezepte aufzunehmen. Nachdem die Mititei als Produkte, die nach traditionellen Rezepturen hergestellt werden – wie beispielsweise die spanischen Chorizo-Würste oder der Hamburger – von der Verordnung ausgenommen worden waren, konnten die in Rumänien heftig geführten Diskussionen und eine damit verbundene aufkeimende Europaskepsis eingedämmt werden.